# یکاهای انگلیسی

سیستم اندازه‌گیری جرم انگلیسی

واحدهای انگلیسی یک نوع واحد تاریخی اندازه‌گیری بود که در قرون وسطی در انگلستان استفاده می‌شد و از ترکیب سیستم اندازه‌گیری آنگلوساکسون و سیستم رومی ساخته شد.این واحدها در طی زمان تغییرات جزئی یافت و در نهایت تبدیل به دستگاه امپراتوری گردید.